# Cantón de Anse
El cantón de Anse (en francés canton d'Anse) es una circunscripción electoral francesa situada en el departamento de Ródano, de la región de Auvernia-Ródano-Alpes. La cabecera (bureau centralisateur en francés) está en Anse.

## Historia
Fue creado en 1790, al mismo tiempo que los departamentos. 
Al aplicar el decreto nº 2014-267 del 27 de febrero de 2014 sufrió una redistribución comunal con cambios en los límites territoriales pero el número de comunas se mantuvo invariable.

## Composición
- Ambérieux
- Anse
- Chasselay
- Chazay-d'Azergues
- Civrieux-d'Azergues
- Dommartin
- Lachassagne
- Lentilly
- Les Chères
- Lozanne
- Lucenay
- Marcilly-d'Azergues
- Marcy
- Morancé
- Pommiers